# Copa Verde 2020
La Copa Verde 2020 è stata la 7ª edizione della Copa Verde, competizione statale riservata alle squadre delle regioni del Nord, del Centro-Ovest e dell'Espírito Santo.
La coppa è stata vinta dal Brasiliense, vincitore ai calci di rigore nel doppio confronto contro il Remo.

## Formula
La competizione si svolge ad eliminazione diretta in gara unica per i primi due turni. Dai quarti di finale in poi, le sfide sono andata e ritorno. In caso di parità nella differenza reti al termine del doppio scontro, la vincente del turno verrà decretata tramite i calci di rigore.
Le migliori otto squadre nel ranking CBF partono dagli ottavi di finale. Il club vincitore ottiene un posto per il terzo turno di Coppa del Brasile 2021.

## Partecipanti
Al torneo partecipano 24 squadre:
- 18 squadre ammesse tramite piazzamenti nelle competizioni nazionali;
- Le migliori 6 squadre secondo il Ranking CBF 2020 non qualificate nel precedente punto;

### Competizioni statali
Sono in grassetto le squadre che partono dagli ottavi di finale.
| Stato              | Squadra (Città)               | Motivo qualificazione                            |
| ------------------ | ----------------------------- | ------------------------------------------------ |
| Acre               | Atlético Acreano (Rio Branco) | Vincitore del Campionato Acriano 2019            |
| Acre               | Galvez (Rio Branco)           | 2° nel Campionato Acriano 2019                   |
| Amapá              | Santos-AP (Macapá)            | Vincitore del Campionato Amapaense 2019          |
| Amazonas           | Manaus (Manaus)               | Vincitore del Campionato Amazonense 2019         |
| Amazonas           | Fast Clube (Manaus)           | 2° nel Campionato Amazonense 2019                |
| Distretto Federale | Gama (Gama)                   | Vincitore del Campionato Brasiliense 2019        |
| Distretto Federale | Brasiliense (Taguatinga)      | 2° nel Campionato Brasiliense 2019               |
| Espírito Santo     | Real Noroeste (Águia Branca)  | Vincitore della Copa Espírito Santo 2019         |
| Espírito Santo     | Vitória-ES (Vitória)          | 2° nella Copa Espírito Santo 2019                |
| Goiás              | Atl. Goianiense (Goiânia)     | Vincitore del Campionato Goiano 2019             |
| Mato Grosso        | Cuiabá (Cuiabá)               | Vincitore del Campionato Mato-Grossense 2019     |
| Mato Grosso do Sul | Águia Negra (Rio Brilhante)   | Vincitore del Campionato Sul-Mato-Grossense 2019 |
| Mato Grosso do Sul | Aquidauanense (Aquidauana)    | 2º nel Campionato Sul-Mato-Grossense 2019        |
| Pará               | Remo (Belém)                  | Vincitore del Campionato Paraense 2019           |
| Pará               | Independente-PA (Tucuruí)     | 2º nel Campionato Paraense 2019                  |
| Rondônia           | Ji-Paraná (Ji-Paraná)         | 2º nel Campionato Rondoniense 2019               |
| Roraima            | São Raimundo-RR (Boa Vista)   | Vincitore del Campionato Roraimense 2019         |
| Tocantins          | Palmas (Palmas)               | Vincitore del Campionato Tocantinense 2019       |

### Ranking
Sono in grassetto le squadre che partono dagli ottavi di finale.
| Pos | Squadra       | Città                | Stato       |
| --- | ------------- | -------------------- | ----------- |
| 28  | Paysandu      | Belém                | Pará        |
| 33  | Vila Nova     | Goiânia              | Goiás       |
| 40  | Luverdense    | Lucas do Rio Verde   | Mato Grosso |
| 68  | Rio Branco-AC | Rio Branco           | Acre        |
| 69  | Aparecidense  | Aparecida de Goiânia | Goiás       |
| 81  | Sinop         | Sinop                | Mato Grosso |

## Risultati

### Primo turno

#### Sorteggio
I club sono stati divisi in due urne in base alla loro posizione nel Ranking CBF e si sfidano in incontri di sola andata in casa del club meglio classificato. In caso di parità al termine dei minuti regolamentari, si procede con i tiri di rigore. Sono stati sorteggiati anche gli accoppiamenti per gli ottavi di finale.
Tra parentesi è indicata la posizione nel Ranking CBF.
| Urna A | Urna B |
| --- | --- |
| Aparecidense (69) Santos-AP (77) Sinop (81) São Raimundo-RR (88) Manaus (89) Brasiliense (94) Fast Clube (111) Palmas (118) | Galvez (123) Independente-PA (129) Vitória (151) Gama (160) Águia Negra (220) Real Noroeste (220) Aquidauanense (no ranking) Ji-Paraná (no ranking) |

#### Partite
| Squadra 1       | Risultato | Squadra 2       |
| --------------- | --------- | --------------- |
| São Raimundo-RR | 3 – 4     | Galvez          |
| Manaus          | 5 – 0     | Ji-Paraná       |
| Santos-AP       | 0 – 2     | Gama            |
| Fast Clube      | 0 – 2     | Independente-PA |
| Palmas          | 2 – 0     | Real Noroeste   |
| Aparecidense    | 7 – 0     | Aquidauanense   |
| Brasiliense     | 4 – 0     | Vitória-ES      |
| Sinop           | 4 – 0     | Águia Negra     |

### Ottavi di finale
| Squadra 1        | Risultato | Squadra 2       |
| ---------------- | --------- | --------------- |
| Paysandu         | 4 – 1     | Galvez          |
| Atlético Acreano | 1 – 5     | Manaus          |
| Remo             | 1 – 0     | Gama            |
| Rio Branco-AC    | 1 – 3     | Independente-PA |
| Vila Nova        | 3 – 1     | Palmas          |
| Cuiabá           | 2 – 1     | Aparecidense    |
| Luverdense       | 1 – 2     | Brasiliense     |
| Atl. Goianiense  | 5 – 1     | Sinop           |

### Quarti di finale
| Squadra 1       | Totale          | Squadra 2       | Andata | Ritorno |
| --------------- | --------------- | --------------- | ------ | ------- |
| Cuiabá          | 1 – 3           | Vila Nova       | 1 – 0  | 0 – 3   |
| Atl. Goianiense | 2 – 5           | Brasiliense     | 1 – 2  | 1 – 3   |
| Manaus          | 3 – 2           | Paysandu        | 1 – 1  | 2 – 1   |
| Remo            | 3 – 3 (3-0 dtr) | Independente-PA | 2 – 0  | 1 – 3   |

### Semifinali
| Squadra 1 | Totale          | Squadra 2   | Andata | Ritorno |
| --------- | --------------- | ----------- | ------ | ------- |
| Vila Nova | 3 – 3 (3-5 dtr) | Brasiliense | 0 – 2  | 3 – 1   |
| Manaus    | 3 – 7           | Remo        | 1 – 1  | 2 – 6   |

### Finale
| Squadra 1   | Totale          | Squadra 2 | Andata | Ritorno |
| ----------- | --------------- | --------- | ------ | ------- |
| Brasiliense | 3 – 3 (5-4 dtr) | Remo      | 2 – 1  | 1 – 2   |